# Pastos Blancos
Pastos Blancos est une localité rurale argentine située dans le département de Río Senguer, dans la province de Chubut. Elle est située sur la route provinciale 22.

## Caractéristiques générales
Le nom de la localité est dû aux pâturages caractéristiques de la région. Il y a plusieurs ranchs de moutons dans les environs. C'était également l'une des colonies boers de la région.
C'est ici que Salpul, le chef tehuelche, est décédé au début des années 1900. Jusqu'en septembre 2004, la localité faisait partie du tracé de la route nationale 40,.

## Géographie
Il est situé à 603 mètres d'altitude, au milieu du plateau patagonien, au pied du Cordón de Pastos Blancos et sur la Pampa del Choique, à proximité de canyons aux cours d'eau intermittents tels que les canyons Tacho et Cantado, qui se jettent dans le río Senguerr.